# Powiat Freyung-Grafenau
Powiat Freyung-Grafenau (niem. Landkreis Freyung-Grafenau) – powiat w Niemczech, w kraju związkowym Bawaria, w rejencji Dolna Bawaria, w regionie Donau-Wald.
Siedzibą powiatu Freyung-Grafenau jest miasto Freyung.

## Podział administracyjny
W skład powiatu Freyung-Grafenau wchodzą:
- trzy gminy miejskie (Stadt)
- trzy gminy targowe (Markt)
- 19 gmin wiejskich (Gemeinde)
- cztery wspólnoty administracyjne (Verwaltungsgemeinschaft)
- jedenaście obszarów wolnych administracyjnie (gemeindefreies Gebiet)

Miasta:
| Lp. | Nazwa miasta | Ludność (31.12.2011) | Powierzchnia km² |
| --- | ------------ | -------------------- | ---------------- |
| 1   | Freyung      | 6.973                | 48,60            |
| 2   | Grafenau     | 8.431                | 63,80            |
| 3   | Waldkirchen  | 10.507               | 80,10            |

Gminy targowe:
| Lp. | Nazwa gminy targowej | Ludność (31.12.2011) | Powierzchnia km² |
| --- | -------------------- | -------------------- | ---------------- |
| 1   | Perlesreut           | 2.903                | 29,70            |
| 2   | Röhrnbach            | 4.475                | 40,70            |
| 3   | Schönberg            | 3.766                | 32,70            |

Gminy wiejskie:
| Lp. | Nazwa gminy             | Ludność (31.12.2011) | Powierzchnia km² |
| --- | ----------------------- | -------------------- | ---------------- |
| 1   | Eppenschlag             | 967                  | 17,00            |
| 2   | Fürsteneck              | 938                  | 10,40            |
| 3   | Grainet                 | 2.428                | 36,20            |
| 4   | Haidmühle               | 1.388                | 21,00            |
| 5   | Hinterschmiding         | 2.539                | 21,00            |
| 6   | Hohenau                 | 3.353                | 43,10            |
| 7   | Innernzell              | 1.603                | 22,10            |
| 8   | Jandelsbrunn            | 3.284                | 42,40            |
| 9   | Mauth                   | 2.398                | 28,90            |
| 10  | Neureichenau            | 4.396                | 46,40            |
| 11  | Neuschönau              | 2.327                | 27,50            |
| 12  | Philippsreut            | 711                  | 10,20            |
| 13  | Ringelai                | 2.046                | 16,40            |
| 14  | Saldenburg              | 1.918                | 28,00            |
| 15  | Sankt Oswald-Riedlhütte | 3.014                | 40,30            |
| 16  | Schöfweg                | 1.289                | 19,54            |
| 17  | Spiegelau               | 3.954                | 47,02            |
| 18  | Thurmansbang            | 2.390                | 33,00            |
| 19  | Zenting                 | 1.171                | 21,72            |

Wspólnoty administracyjne:
| Lp. | Nazwa wspólnoty administracyjnej | Ludność (31.12.2011) | Powierzchnia km² | Liczba gmin |
| --- | -------------------------------- | -------------------- | ---------------- | ----------- |
| 1   | Hinterschmiding                  | 3.255                | 31,26            | 2           |
| 2   | Perlesreut                       | 3.832                | 50,75            | 2           |
| 3   | Schönberg                        | 7.638                | 91,41            | 4           |
| 4   | Thurmansbang                     | 3.576                | 54,70            | 2           |

Obszary wolne administracyjnie:
| Lp. | Nazwa obszaru                      | Ludność (31.12.2011) | Powierzchnia km² |
| --- | ---------------------------------- | -------------------- | ---------------- |
| 1   | Annathaler Wald                    | niezamieszkany       | 10,41            |
| 2   | Frauenberger und Duschlberger Wald | niezamieszkany       | 21,09            |
| 3   | Graineter Wald                     | niezamieszkany       | 6,60             |
| 4   | Leopoldsreuter Wald                | niezamieszkany       | 14,79            |
| 5   | Mauther Forst                      | niezamieszkany       | 24,67            |
| 6   | Philippsreuter Wald                | niezamieszkany       | 3,01             |
| 7   | Pleckensteiner Wald                | niezamieszkany       | 13,04            |
| 8   | Sankt Oswald                       | niezamieszkany       | 12,15            |
| 9   | Schlichtenberger Wald              | niezamieszkany       | 17,82            |
| 10  | Schönbrunner Wald                  | niezamieszkany       | 21,26            |
| 11  | Waldhäuserwald                     | niezamieszkany       | 11,48            |

## Demografia
Dane o ludności z 31 grudnia 2008:
| Opis                                | Ogółem | Ogółem | Kobiety | Kobiety | Mężczyźni | Mężczyźni |
| ----------------------------------- | ------ | ------ | ------- | ------- | --------- | --------- |
| Jednostka                           | osób   | %      | osób    | %       | osób      | %         |
| Populacja                           | 80 044 | 100    | 40 597  | 50,72   | 39 447    | 49,28     |
| Wiek przedprodukcyjny (0–17 lat)    | 14 550 | 18,18  | 7090    | 8,86    | 7460      | 9,32      |
| Wiek produkcyjny (18–65 lat)        | 50 103 | 62,59  | 24 473  | 30,57   | 25 630    | 32,02     |
| Wiek poprodukcyjny (powyżej 65 lat) | 15 391 | 19,23  | 9034    | 11,29   | 6357      | 7,94      |

## Polityka

### Landrat
- 1 lipca 1972–30 kwietnia 1990: Franz Schumertl (SPD)
- 1 maja 1990–30 kwietnia 2002: Alfons Urban (CSU)
- 1 maja 2002–30 kwietnia 2008: Alexander Muthmann (FWG i CWG)
- Od 1 maja 2008: Ludwig Lankl (CSU)

### Kreistag
|                          |                                     | 2002   | 2002    | 2002   | 2008   | 2008   | 2008   |
| miejsca                  | %                                   | głosy  | miejsca | %      | głosy  |        |        |
| ------------------------ | ----------------------------------- | ------ | ------- | ------ | ------ | ------ | ------ |
|                          | CSU                                 | 22     | 34,9%   | 15 430 | 21     | 32,3%  | 13 512 |
|                          | SPD                                 | 10     | 17,7%   | 7 817  | 9      | 14,3%  | 5 976  |
|                          | Chr.Wählergemeinschaft-Freie Wähler | 8      | 12,4%   | 5 465  | 9      | 14,3%  | 5 974  |
|                          | Freie Wähler Grafenauer Land        | 6      | 10,2%   | 4 504  | 6      | 9,9%   | 4 149  |
|                          | Junge Wähler Union                  | 4      | 7,0%    | 3 104  | 5      | 8,4%   | 3 506  |
|                          | BP                                  | 4      | 7,2%    | 3195   | 3      | 5,6%   | 2 362  |
|                          | ödp/Familienbündnis                 | –      | –       | –      | 2      | 4,4%   | 1 838  |
|                          | Zieloni                             | 2      | 3,9%    | 1 711  | 2      | 4,4%   | 1825   |
|                          | FDP                                 | –      | –       | –      | 2      | 4,1%   | 1 709  |
|                          | REP                                 | 1      | 1,6%    | 724    | 1      | 2,3%   | 966    |
|                          | ödp/Parteifreie Umweltschützer      | 3      | 5,2%    | 2 294  | –      | –      | –      |
|                          |                                     | 60     | 100%    | 44 244 | 60     | 100%   | 41 817 |
| uprawnieni do głosowania | uprawnieni do głosowania            | 64 100 | 64 100  | 64 100 | 64 403 | 64 403 | 64 403 |
| głosy ważne              | głosy ważne                         | 44 244 | 44 244  | 44 244 | 41 817 | 41 817 | 41 817 |
| głosy nieważne           | głosy nieważne                      | 1 890  | 1 890   | 1 890  | 2 169  | 2 169  | 2 169  |
| frekwencja               | frekwencja                          | 72,0%  | 72,0%   | 72,0%  | 68,3%  | 68,3%  | 68,3%  |

## Zmiany administracyjne
- 1 kwietnia 2013
  - rozwiązanie obszaru wolnego administracyjnie Sonnenwald i przyłączenie jego terenów do gmin Schöfweg oraz Zenting
- 1 stycznia 2014
  - rozwiązanie obszaru wolnego administracyjnie Klingenbrunner Wald i przyłączenie jego terenów do gminy Spiegelau